# Bundeswettbewerb „Gärten im Städtebau“
Der Bundeswettbewerb „Gärten im Städtebau“ ist ein seit 1951 stattfindender Wettbewerb in der Bundesrepublik Deutschland. Er wird alle vier Jahre vom Bundesverband Deutscher Gartenfreundee.V. (BDG) gemeinsam mit dem Bundesministerium für Verkehr, Bau und Stadtentwicklung ausgerichtet. Teilnehmer sind Kleingärtnervereine, die aus den von den Landesverbänden organisierten Wettbewerben als Sieger hervorgegangen sind. Ausgezeichnet werden Gartenanlagen, die die städtebauliche, ökologische, gartenkulturelle und soziale Bedeutung der Kleingärten in der Stadt besonders gut präsentieren. Der nächste Bundeswettbewerb findet im Jahr 2014 statt.

## Details zum Wettbewerb
Der Bundesverband legt Vorgaben der zugelassenen Teilnehmer pro Landesverband entsprechend dessen Struktur fest, beruft eine zeitweilige Bewertungskommission und vergibt (manchmal) auch ein Motto. Mit der Auszeichnung werden Urkunden, Plaketten (Gold, Silber, Bronze) und gegebenenfalls auch Sonderpreise vergeben.
Fünfzehn Kleingartenanlagen erhielten 2006 eine Goldmedaille.
Im Jahr 2010 wurden 28 Kleingartenanlagen ausgezeichnet.